# Spudaea griseaornata
Spudaea griseaornata là một loài bướm đêm trong họ Noctuidae.